# Mutel
Mutel & Cie war ein französischer Hersteller von Automobilen.

## Unternehmensgeschichte
Das Unternehmen aus Paris begann etwa 1902 mit der Produktion von Automobilen. Etwa 1906 endete die Produktion. Neben der Fertigung eigener Automobile wurden Einbaumotoren an andere Automobilhersteller geliefert.

## Fahrzeuge
Es wurden Fahrzeuge auf einem Fahrgestell von Malicet & Blin hergestellt, die mit einem Motor aus eigener Fertigung ausgestattet wurden. Ein Modell verfügte über einen Vierzylindermotor mit 30 PS Leistung. Zur Wahl standen im Jahre 1902 zwei-, drei- und viersitzige Aufbauten.

## Motorenlieferungen
An folgende Automobilhersteller wurden Einbaumotoren geliefert: Beckmann, BLM, Boissaye, Celtic, Century, Couverchel, C.V.R., Dorey, Elswick, L & B, Lacoste & Battmann, Meteor, Morgan, Prunel, Regal, Sage und Wasp.